# Дубинушка
«Дубинушка» — песня, созданная в 1860-х годах на основе дополнения и авторской обработки В. И. Богдановым и А. А. Ольхиным народной песни. Эта песня стала особенно известна по её исполнению Ф. И. Шаляпиным. Существует ряд вариаций.

## Исходный народный текст
Как указывают исследователи русских песен, припевы, употребляемые в различных комбинациях («Дубина, дубинушка!», «Подёрнем, подёрнем!», «Эй, ухнем! Эх, зелёная, сама пойдет!») восходят к старинному способу выкорчёвывания деревьев под пашню: сначала перерубали корни деревьев, затем тянули дерево за верёвку, привязанную к вершине, и если как следует потянуть, тогда «зелёная дубинушка» (дерево) «сама пойдёт» (упадёт).
Народные песни с этими распространёнными припевами послужили основой для создания В. И. Богдановым и А. А. Ольхиным общеизвестных ныне литературных песен. Эти песни не имели повествовательного сюжета, являясь своего рода «рабочим инструментом» (т. н. «трудовые припевки»), необходимым, чтобы задать определённый темп работы, а также занять тружеников (ср. песни древнегреческих гребцов, негритянские рабочие песни или песни шанти моряков британского флота).
Мы бьём первую залогу,

Просим Бога на подмогу.

Припев:

Эх, дубинушка, ухнем!

Эх, зелёная, сама пойдёт,

Сама пойдёт!

Что ж ты, сваюшка, стала,

Аль на камушек попала?

Припев.

Как мы сваюшку затурим,

Сядем трубочки закурим.

Припев.

Эй, ребята, плохо дело,

На каменья свая села.

Припев.
Припевы из этих песен лесорубов перешли затем в песни бурлаков, тянущих суда по рекам против течения.
Песни продолжали использоваться и в строительстве, вообще при любом тяжёлом физическом труде. Владимир Гиляровский описывает обустройство Театральной площади:

Начали перестраивать Неглинку, открыли её своды. Пришлось на площади забить несколько свай. Поставили три высоких столба, привезли тридцатипудовую чугунную бабу, спустили вниз на блоке — и запели. Народ валил толпами послушать.
Эй, дубинушка, ухнем, эй, зелёная, подёрнем!..
Поднимается артелью рабочих чугунная бабища и бьёт по свае.
Чем больше собирается народу, тем оживлённее рабочие: они, как и актёры, любят петь и играть при хорошем сборе.
… «Дубинушку» пели, заколачивая сваи как раз на том месте, где теперь в недрах незримо проходит метро.
В городской думе не раз поговаривали о метро, но как-то неуверенно. Сами «отцы города» чувствовали, что при воровстве, взяточничестве такую панаму разведут, что никаких богатств не хватит…
— Только разворуют, толку не будет. А какой-то поп говорил в проповеди:
— За грехи нас ведут в преисподнюю земли. «Грешники» поверили и испугались. Да кроме того, с одной «Дубинушкой» вместо современной техники далеко уехать было тоже мудрёно.

### Импровизации
Дядя В. М. Гаршина по матери В. С. Акимов в воспоминаниях о нём описывает, как в ходе строительства работники экспромтом переиначивали куплеты «Дубинушки», вводя в них высказывания насчёт начальства: «Я не переставал радоваться при виде горячего участия, с которым Всеволод относился к этому делу; он почти неотлучно находился на работе и каждый день должен был давать на водку рабочим, которые в своей неизменной „Дубинушке“ импровизировали в честь его дифирамбы вроде того, что „Всеволод Михайлыч, наш милый паныч, даст нам на могорыч“ и т. п.». Евгений Замятин рассказывает: «Бывает вот, над кладью грузчики иной раз тужатся-тужатся, а всё ни с места. Уж и дубинушку спели, и куплет ахтительный какой-нибудь загнули про подрядчика; ну, ещё раз! — напружились: и ни с места, как заколдовано». Импровизировали и так: «И-их-и-хи, подёрнем! Или: — Ещё раз тарарам, мы получим триста грамм. Подёрнем!».
Существует упоминание о «монастырской» и «нецензурной» «Дубинушках», распространённых в Екатеринославской губернии. В. М. Гаршин в 1882 году писал: «Куплеты „Ой дубинушка“ поражали меня своею совершенною нелепостью: до такой степени глупы, что сквернословие и не кажется сквернословием, а так только… звук один гремящий».

### Датировка
Песня была записана, а затем опубликована не позднее 1852 года, когда появилась статья в «Журнале Министерства внутренних дел» за авторством П. Небольсина.
Упоминания «Дубинушки» в литературе встречаются, по крайней мере, с 1860-х (например, в сочинении Н. М. Соколовского «Острог и жизнь», 1866).
Народная песня «Дубинушка», записанная в Моршанском уезде, вошла в «Сборник русских народных лирических песен Н. М. Лопатина и В. П. Прокунина» (1889).

## Революционная песня

### Сочинение
Общеизвестная песня с более распространённым сюжетом, ставшая классической, появилась во второй половине XIX века благодаря интересу интеллигенции к народу, различным «хождениям в народ» и тенденции использовать строки народных песен для создания собственных авторских произведений. Несмотря на то, что известны имена сочинителей этого периода, канонический вариант песни не устоялся, и существуют многочисленные анонимные переработки, использующие авторские куплеты.
Первым известным сочинителем авторской «Дубинушки» стал В. И. Богданов (1837—1886), опубликовавший своё стихотворение, в котором использовал народный припев, в 1865 году.
Много песен слыхал я в родной стороне,

В них про радость и горе мне пели;

Но из всех песен одна в память врезалась мне —

Это песня рабочей артели:

Ой, дубинушка, ухнем!

Ой, зелёная, сама пойдет!..
Но более широкую популярность завоевал вариант 1880-х годов, автором которого стал адвокат А. А. Ольхин (1839—1897). Вариант Ольхина основан на тексте Богданова, сохранены с некоторыми вариантами три его строфы, а переделка усилила революционную направленность стихотворения.
Принадлежность изданного анонимно текста Ольхину подтверждается революционной традицией и агентурной справкой департамента полиции: «Сочинил переделку „Дубинушки“ в самом возмутительном духе и просил доставлять ему песни, поющиеся между фабричными, чтобы переделывать их в революционные».
Авторский текст Богданова и Ольхина получил широкое распространение в подпольной печати. «Дубинушка» очень часто перепечатывалась в сборниках, распространялась в рукописных и гектографированных копиях. Текст начал переделываться анонимными редакторами и ходить в различных вариантах.

### Распространение и популярность
«Дубинушка» оставалась одной из наиболее популярных песен русского революционного репертуара до Октябрьской революции. «С тех пор студенчество не перестает петь разбойничьи песни, и „Дубинушка“ делается чуть ли не русским национальным гимном». «Вехи» в 1909 году писали: «… и в кабаках и в местах похуже передовые студенты с особой любовью поют и „Дубинушку“, и „Укажи мне такую обитель“». Ф. Н. Юрковский под неё убил провокатора Талеева: «убийство было совершено в саду близ ресторана „Мартена“, в котором группа молодёжи пела в это время „Дубинушку“, и этим отвлекала внимание властей, чем и воспользовались террористы». Осенью 1906 года Иван Вольнов и другой учитель Щетиновской школы были арестованы за то, что они, как говорилось в донесении жандармов, «собрали в школе крестьян, с которыми разучивали петь „Дубинушку“, говорили им речи об уничтожении начальства, после чего можно было бы отобрать землю у помещика, выражали дерзкие суждения о действиях правительства и предлагали какую-то подписку об освобождении студентов, замешанных в бунтах».

### Исполнение

#### Фёдор Шаляпин и «Дубинушка»
Исполнение Фёдора Шаляпина приобрело популярность в первые годы XX века, включая эпоху революции 1905—1907 годов. В своих воспоминаниях он указывает, что первый раз публично «в концерте» он спел её 29 апреля 1905 года в Киеве на бесплатном выступлении для нескольких тысяч рабочих. При организации выступления он говорил: «никакой революционной пропаганды я и в помыслах не имел, я просто желаю петь для людей, неспособных платить»:

Какие-то девицы кричали мне: «Варшавянку». Какие-то хриплые голоса настаивали: «Интернационал!» Но — говорю это совершенно искренне — этих революционных песен я в ту пору не знал и только недавно, но зато очень хорошо узнал, что такое «Интернационал». Но ещё с юных лет, с озера Кабана в городе Казани, я знал, что существует рабочая песня «Дубинушка», что поется она в сопровождении хора и что только куплеты поёт солист — не солист его величества, конечно… И на просьбы рабочей публики мне казалось самым подходящим спеть именно эту песню. И я сказал, что знаю «Дубинушку», могу её спеть, если вы её мне подтянете. Снова вавилонское «ура!», и я запеваю:
— Много песен слыхал на родной стороне, / Не про радость — про горе в них пели. / Но из песен всех тех в память врезалась мне / Эта песня рабочей артели…
— Эй, дубинушка, ухнем, — подхватили 5000 голосов, и я, как на пасхе у заутрени, отделился от земли. Я не знаю, что звучало в этой песне — революция или пламенный призыв к бодрости, прославление труда, человеческого счастья и свободы. Не знаю. Я в экстазе только пел, а что за этим следует — рай или ад, — я и не думал. Так из гнезда вылетает могучая, сильная белая птица и летит высоко за облака. Конечно, все дубины, которые подымаются «на господ и бояр», — я их в руке не держал ни в прямом, ни в переносном смысле. А конца гнёта я желал, а свободу я любил и тогда, как люблю теперь.
Много лет прошло с тех пор, а этот вечер запомнил, на всю жизнь запомнил. Удался он на славу. Рабочие после концерта разошлись домой мирно, как ученики, попарно. А о «Дубинушке» стали, конечно, говорить различно. Главным образом меня немедленно зачислили в крайние революционеры.

Поступившие от благотворительных билетов с этого концерта 3000 рублей Шаляпин отдал в рабочую кассу, которая без его ведома передала их революционерам. Из-за этого у него были неприятности и ему приходилось оправдываться перед правительством. «Благодаря этой истории „Дубинушка“ стала привлекать всеобщее любопытство. На концертах и спектаклях мне часто после этого приходилось слышать настойчивые просьбы спеть „Дубинушку“. И иногда по настроению я её пел в столице и в провинции, каждый раз, однако, ставя условие, чтобы публика мне подтягивала…Пришлось мне петь однажды „Дубинушку“ не потому, что меня об этом просили, а потому, что царь в особом манифесте обещал свободу. Было это в Москве в огромном ресторанном зале „Метрополя“… Ликовала в этот вечер Москва! Я стоял на столе и пел — с каким подъёмом, с какой радостью!».

#### Прочие
- В 1907 году певец Н. Н. Миронов за исполнение «Дубинушки» перед рабочей аудиторией был привлечён к суду[19].
- В XX веке в свой репертуар «Дубинушку» включали Николай Гедда, Иван Жадан, Марк Рейзен, Борис Христов[20], Леонид Харитонов. На немецком языке песня была исполнена Ханнесом Вадером.[21]
- В XXI веке песня исполнялась группами Dark Lunacy и «Декабрь».

## Музыка
Все варианты поются на один и тот же народный мотив.
Мелодия революционного варианта песни помимо канонического мотива имеет дополнительный, который напоминает кандальную песню «Лишь только в Сибири займется заря» (он использован также в красноармейской песне «Там вдали, за рекой»). На этот же мотив пелась волжская бурлацкая припевка «Пришёл к Марье кум Захарий…».
Переделки для хора выполняли:
- Чесноков, Павел Григорьевич[22]
- Кастальский, Александр Дмитриевич («Интернационал» в сочетании с «Дубинушкой»)[23]
- Пащенко, Андрей Филиппович
- Слонов, Михаил Акимович[24]

## Влияние

### Музыка
- В 1905 году А. К. Глазунов сделал обработку канонической народной песни «Эй, ухнем!» для хора и оркестра («Эй, ухнем!», op. 97), которую нередко исполняют без хора.[25].
- В 1906 году Н. А. Римский-Корсаков ответил на это обработкой уже авторского варианта песни для симфонического оркестра («Дубинушка», соч. 62).

### Песни
В дальнейшем авторская «Дубинушка» послужила основой для других революционных песен:
- «Студенческая дубинушка» («Много песен слыхал я в Бутырской тюрьме…»);
- Лев Троцкий в мемуарах «Моя жизнь» писал, что во время своего первого заключения в Николаевской тюрьме он в январе-феврале 1898 года переделал две популярные песни: «Дубинушку» (в «Машинушку») и «Камаринскую» в «Рабочую Камаринскую». Косвенным доводом в пользу авторства Троцкого является то, что самая ранняя известная публикация песни произошла на Украине в листовке Киевского комитета РСДРП (1903);
- Демьян Бедный. «Красная винтовка (Эх, винтовочка, ухнем)», переделка времён Гражданской войны;
- Песня отдельного разведывательного лыжного батальона 596-го стрелкового полка 122-й дивизии[26];
- Неофициальный гимн советских студентов-физиков «Дубина» (Тот, кто физиком стал…)[27] авторства Б. М. Болотовского (1946).

Аналоги на основе бурлацких припевов:
- Дмитрий Клеменец и Сергей Синегуб, «Барка» (1873);
- Панов, Николай Андреевич, «Дубинушка» (1896, 1901);
- Ольга Арефьева, «Эй, ухнем».

### Поэзия
- Козьма Прутков, «В борьбе суровой с жизнью душной…». Начало 1860-х годов.
- Трефолев, Леонид Николаевич. «Дубинушка» (1865).
- Суриков, Иван Захарович «Дубинушка» (1876).
- Русанов, Николай Сергеевич. «На Волге»[28].
- Заглавие «Дубинушка» имеет также песня чайковца И. А. Богданова (1873), основанная на «Барке», известна только по дневниковой записи автора[29].
- Владимир Маяковский. «Лицо классового врага».

### Другое
В заставке компьютерной игры «Perestroika» звучит припев «Дубинушки».

## Упоминания

### Проза
- Г. П. Данилевский. «Воля» (1863)

А по голубым прибрежьям и затонам раздавались голоса знакомой трудовой и исконной песни рабочего люда обоих берегов Волги и Дона, песни, построившей по этим рекам все села и города, заводы и барские дома, церкви, монастыри, пристани и остроги, песни, которая начинается не то стоном, не то могучим вздохом: «Ох, дубинушка, охни!»

- Д. В. Григорович. «Корабль „Ретвизан“» (1863)
- Александр Островский. «Дмитрий Самозванец и Василий Шуйский» (1866)
- М. Е. Салтыков-Щедрин. «История одного города» (1869—1870): песня, под которую обитателей Угрюм-Бурчеева заставляют трудиться охранники
- Николай Некрасов. «Кому на Руси жить хорошо», Часть четвёртая. «Пир на весь мир», «Бурлак» (1870-е)

Плечами, грудью и спиной

Тянул он барку бечевой,

Полдневный зной его палил,

И пот с него ручьями лил.

И падал он, и вновь вставал,

Хрипя, «Дубинушку» стонал.

До места барку дотянул

И богатырским сном уснул.
- В. И. Немирович-Данченко. «Соловки» (1874)
- Максим Горький. «Коновалов», «Фома Гордеев», «Жизнь Клима Самгина».
- В. А. Гиляровский. «С места катастрофы на Курской железной дороге» (1907), «Москва и москвичи» («Театральная площадь»), «Мои скитания» (цитирует её в своих воспоминаниях о жизни среди бурлаков в 1871 году)
- Д. Н. Мамин-Сибиряк. «На реке Чусовой» (1912)
- Скиталец (С. Г. Петров). «Огарки» (1906)
- Е. И. Замятин. «На куличках» (1913)
- Шергин, Борис Викторович. «Золоченые лбы»
- «Дубинушка» — ежемесячный юмористический журнал. Выходил в Краснококшайске (ныне Йошкар-Ола) с октября 1925 г. по январь 1926 г. в качестве приложения к крестьянской газете «Марийская деревня»[30]
- И. Ильф, Е. Петров. «Золотой телёнок» (1931)